# Alan Martinelli
Alan Martinelli (ur. 25 marca 1985) – włoski biegacz narciarski, zawodnik klubu C.S. Carabinieri.

## Kariera
Po raz pierwszy na arenie międzynarodowej Alan Martinelli pojawił się w 2003 roku podczas mistrzostw świata juniorów w Sollefteå, zajmując 28. miejsce w biegu na 30 km techniką dowolną. Na rozgrywanych dwa lata później mistrzostwach świata juniorów w Rovaniemi był siedemnasty w biegu na 10 km stylem dowolnym i szósty w sztafecie. W 2008 roku wystartował na mistrzostwach świata młodzieżowców w Malles Venosta, gdzie był czwarty w sprincie oraz dziewiąty na dystansie 30 km stylem dowolnym. W Pucharze Świata zadebiutował 13 lutego 2009 roku w Valdidentro, zajmując 69. miejsce w sprincie stylem dowolnym. Jak dotąd nie zdobył pucharowych punktów i nie był uwzględniany w klasyfikacji generalnej. Startuje także w zawodach FIS Marathon Cup, w których raz stanął na podium: 23 lutego 2013 roku był trzeci w amerykańskim maratonie American Birkebeiner. W klasyfikacji generalnej najlepiej wypadł w sezonie 2012/2013, który ukończył na trzynastej pozycji.

## Osiągnięcia

### Mistrzostwa świata młodzieżowców
| Miejsce | Dzień     | Rok  | Miejscowość    | Konkurs                | Wynik       | Strata  | Zwycięzca        |
| ------- | --------- | ---- | -------------- | ---------------------- | ----------- | ------- | ---------------- |
| 4.      | 24 lutego | 2008 | Malles Venosta | Sprint stylem dowolnym | ?           | -       | Robin Bryntesson |
| 9.      | 28 lutego | 2008 | Malles Venosta | 30 km stylem dowolnym  | 1:07:22,6 h | +45,3 s | Dario Cologna    |

### Mistrzostwa świata juniorów
| Miejsce | Dzień    | Rok  | Miejscowość | Konkurs               | Wynik       | Strata      | Zwycięzca       |
| ------- | -------- | ---- | ----------- | --------------------- | ----------- | ----------- | --------------- |
| 28.     | 4 lutego | 2003 | Sollefteå   | 30 km stylem dowolnym | 1:23:13,5 h | +6:22,3 min | Chris Jespersen |
| 17.     | 25 marca | 2005 | Rovaniemi   | 10 km stylem dowolnym | 23:06,1 min | +1:32,2 min | Petter Northug  |
| 6.      | 26 marca | 2005 | Rovaniemi   | Sztafeta 4x10 km      | 1:36:38,2 h | +2.58,6 min | Rosja           |

### Puchar Świata

#### Miejsca w klasyfikacji generalnej
- sezon 2008/2009: -

#### Miejsca na podium w zawodach chronologicznie
Jak dotąd Martinellli nie stał na podium indywidualnych zawodów Pucharu Świata.

### FIS Marathon Cup

#### Miejsca w klasyfikacji generalnej
- sezon 2011/2012: 107.
- sezon 2012/2013: 13.
- sezon 2013/2014: 15.
- sezon 2014/2015: 39.

#### Miejsca na podium
| Nr | Dzień     | Rok  | Zawody               | Dystans               | Czas biegu  | Strata | Pozycja | Zwycięzca      |
| -- | --------- | ---- | -------------------- | --------------------- | ----------- | ------ | ------- | -------------- |
| 1. | 23 lutego | 2013 | American Birkebeiner | 52 km stylem dowolnym | 2:09:18,0 h | +0,4 s | 3.      | Sergio Bonaldi |